# Psychomyia andromache
Psychomyia andromache är en nattsländeart som beskrevs av Malicky 1997. Psychomyia andromache ingår i släktet Psychomyia och familjen tunnelnattsländor. Inga underarter finns listade i Catalogue of Life.